# Persone di cognome Price
| Questa pagina contiene informazioni ricavate automaticamente dalle voci biografiche con l'ausilio del template Bio e di un bot. L'aggiornamento è periodico e automatico e ricostruisce completamente la pagina. Se manca una persona in questa lista, sei pregato di non aggiungerla, ma accertati piuttosto che la sua voce biografica contenga il template Bio e che i dati anagrafici siano correttamente compilati. Se il template Bio manca, inseriscilo tu stesso o, in alternativa, metti l'avviso {{tmp\|Bio}} che ne segnala la mancanza. Se i dati riportati sono sbagliati, correggi direttamente la voce biografica; le modifiche saranno visibili in questa lista entro pochi giorni. Per chiarimenti vedi il progetto antroponimi. La lista contiene solo le 109 persone che sono citate nell'enciclopedia e per le quali è stato implementato correttamente il template Bio. Pagina aggiornata al 23 lug 2025. |

Questa è una lista di persone presenti nell'enciclopedia che hanno il cognome Price, suddivise per attività principale.

## Allenatori di calcio(2)
- Lewis Price, allenatore di calcio e ex calciatore gallese (Bournemouth, n. 1984)
- Neil Price, allenatore di calcio e ex calciatore inglese (Hemel Hempstead, n. 1964)

## Allenatori di pallacanestro(1)
- Tic Price, allenatore di pallacanestro statunitense (Danville, n. 1955)

## Archeologi(1)
- Neil Price, archeologo e antropologo inglese (Londra, n. 1965)

## Architetti(1)
- Cedric Price, architetto inglese (n. 1934 - Londra, † 2003)

## Artiste(1)
- Elizabeth Price, artista britannica (Bradford, n. 1966)

## Attori(8)
- Vincent Price, attore statunitense (Saint Louis, n. 1911 - Los Angeles, † 1993)
- Alex Price, attore britannico (Manchester, n. 1985)
- Connor Price, attore e rapper canadese (Toronto, n. 1994)
- Dennis Price, attore britannico (Ruscombe, n. 1915 - Guernsey, † 1973)
- Ian Price, attore e sceneggiatore gallese (Penarth, n. 1946 - Londra, † 2014)
- Lonny Price, attore, scrittore e regista statunitense (New York, n. 1959)
- Marc Price, attore statunitense (New Jersey, n. 1968)
- Stanley Price, attore statunitense (n. 1892 - Garden Grove, † 1955)

## Attrici(7)
- Claire Price, attrice inglese (Chesterfield, n. 1972)
- Jordan Lane Price, attrice e modella statunitense (Hamburg, n. 1989)
- Kate Price, attrice irlandese (Cork, n. 1872 - Woodland Hills, † 1943)
- Lindsay Price, attrice statunitense (Arcadia, n. 1976)
- Megyn Price, attrice statunitense (Seattle, n. 1971)
- Molly Price, attrice statunitense (North Plainfield, n. 1966)
- Sue Price, attrice e culturista statunitense (Mount Prospect, n. 1965)

## Attrici pornografiche(1)
- Kirsten Price, attrice pornografica statunitense (Providence, n. 1981)

## Autori di videogiochi(1)
- Ted Price, autore di videogiochi e imprenditore statunitense (Richmond, n. 1972)

## Avvocati(1)
- Sterling Price, avvocato, politico e generale statunitense (n. 1809 - † 1867)

## Biblisti(1)
- Robert McNair Price, biblista e scrittore statunitense (Jackson, n. 1954)

## Calciatori(3)
- Isaac Price, calciatore nordirlandese (Pontefract, n. 2003)
- Jack Price, calciatore inglese (Shrewsbury, n. 1992)
- Walter H. Price, calciatore inglese

## Canottieri(2)
- Brian Price, canottiere canadese (Belleville, n. 1976)
- Tom Price, ex canottiere statunitense (n. 1933)

## Cantanti(3)
- Bounty Killer, cantante giamaicano (Kingston, n. 1972)
- Kelly Price, cantante statunitense (New York, n. 1973)
- Lloyd Price, cantante statunitense (Kenner, n. 1933 - New Rochelle, † 2021)

## Cantautori(2)
- Ray Price, cantautore statunitense (Perryville, n. 1926 - Mount Pleasant, † 2013)
- Rick Price, cantautore australiano (Beaudesert, n. 1961)

## Cantautrici(1)
- Margo Price, cantautrice statunitense (Aledo, n. 1983)

## Cestiste(2)
- Armintie Price, ex cestista e allenatrice di pallacanestro statunitense (Milwaukee, n. 1985)
- Franthea Price, ex cestista statunitense (River Rouge, n. 1968)

## Cestisti(12)
- A.J. Price, ex cestista statunitense (Orange, n. 1986)
- Bernie Price, cestista statunitense (Toledo, n. 1915 - Chicago, † 2002)
- Brent Price, ex cestista statunitense (Shawnee, n. 1968)
- Jim Price, ex cestista e allenatore di pallacanestro statunitense (Russellville, n. 1949)
- Mark Price, ex cestista e allenatore di pallacanestro statunitense (Bartlesville, n. 1964)
- Mike Price, ex cestista statunitense (Russellville, n. 1948)
- Ronnie Price, ex cestista statunitense (Friendswood, n. 1983)
- T.J. Price, ex cestista statunitense (Slidell, n. 1993)
- Tony Price, ex cestista statunitense (New York, n. 1957)
- George Price, ex cestista statunitense (Monticello, n. 1938)
- Hollis Price, ex cestista, allenatore di pallacanestro e dirigente sportivo statunitense (New Orleans, n. 1979)
- Lionel Price, cestista britannico (Marylebone, n. 1927 - † 2019)

## Chitarristi(1)
- Rod Price, chitarrista britannico (Willesden, n. 1947 - Wilton, † 2005)

## Compositori(3)
- James Price, compositore e direttore d'orchestra danese (Copenaghen, n. 1959)
- Michael Price, compositore britannico
- Steven Price, compositore inglese (Nottingham, n. 1977)

## Compositrici(1)
- Florence Price, compositrice, pianista e organista statunitense (Little Rock, n. 1887 - Chicago, † 1953)

## Disc jockey(2)
- Goldie, disc jockey, musicista e attore britannico (Walsall, n. 1965)
- Stuart Price, disc jockey, produttore discografico e musicista britannico (North Yorkshire, n. 1977)

## Filosofi(1)
- Richard Price, filosofo britannico (n. 1723 - † 1791)

## Funzionari(1)
- Cecil Price, funzionario statunitense (Flora, n. 1938 - Jackson, † 2001)

## Genetisti(1)
- George R. Price, genetista statunitense (Stati Uniti d'America, n. 1922 - Londra, † 1975)

## Ginnaste(1)
- Elizabeth Price, ginnasta statunitense (Plainfield, n. 1996)

## Giocatori di baseball(1)
- David Price, giocatore di baseball statunitense (Murfreesboro, n. 1985)

## Giocatori di football americano(4)
- Billy Price, ex giocatore di football americano statunitense (Austintown, n. 1995)
- Brian Price, giocatore di football americano statunitense (Los Angeles, n. 1989)
- Jabari Price, giocatore di football americano statunitense (Pompano Beach, n. 1992)
- Taylor Price, giocatore di football americano statunitense (Hilliard, n. 1987)

## Giocatori di freccette(1)
- Gerwyn Price, giocatore di freccette e ex rugbista a 15 gallese (Cardiff, n. 1985)

## Giornalisti(1)
- Brian Price, giornalista, conduttore televisivo e rugbista a 15 britannico (Bargoed, n. 1937 - † 2023)

## Golfisti(2)
- Nick Price, golfista zimbabwese (Durban, n. 1957)
- Sim Price, golfista statunitense (St. Louis, n. 1882 - Washington, † 1945)

## Hockeisti su ghiaccio(2)
- Noel Price, ex hockeista su ghiaccio canadese (Brockville, n. 1935)
- Carey Price, hockeista su ghiaccio canadese (Williams Lake, n. 1987)

## Martelliste(1)
- DeAnna Price, martellista statunitense (Saint Charles, n. 1993)

## Mezzofondiste(1)
- Chanelle Price, mezzofondista statunitense (Livingston, n. 1990)

## Musiciste(1)
- Kirsten Price, musicista inglese (Islington, n. 1979)

## Musicisti(2)
- Alan Price, musicista inglese (Fatfield, n. 1942)
- Jim Price, musicista, compositore e produttore discografico statunitense (Fort Worth, n. 1945)

## Numismatici(1)
- Martin Jessop Price, numismatico e antiquario britannico (Londra, n. 1939 - Londra, † 1995)

## Pallavolisti(1)
- William Price, ex pallavolista statunitense (Washington, n. 1989)

## Parapsicologi(1)
- Harry Price, parapsicologo britannico (Londra, n. 1881 - Pulborough, † 1948)

## Pattinatrici artistiche su ghiaccio(1)
- Tonya Harding, ex pattinatrice artistica su ghiaccio e ex pugile statunitense (Portland, n. 1970)

## Personaggi televisivi(1)
- Katie Price, personaggio televisivo, scrittrice e modella britannica (Brighton, n. 1978)

## Pianisti(1)
- Sammy Price, pianista statunitense (Honey Grove, n. 1908 - New York, † 1992)

## Piloti motociclistici(1)
- Toby Price, pilota motociclistico australiano (Hillston, n. 1987)

## Politici(6)
- Adam Price, politico gallese (Carmarthen, n. 1968)
- David Price, politico statunitense (Erwin, n. 1940)
- George Cadle Price, politico beliziano (Belize, n. 1919 - Belize, † 2011)
- James Hubert Price, politico statunitense (n. 1878 - Richmond, † 1943)
- Melvin Price, politico statunitense (East St. Louis, n. 1905 - Camp Springs, † 1988)
- Tom Price, politico e medico statunitense (Lansing, n. 1954)

## Presbiteri(1)
- Thomas Frederick Price, presbitero e missionario statunitense (Wilmington, n. 1860 - Hong Kong, † 1919)

## Pugili(2)
- David Price, pugile britannico (Liverpool, n. 1983)
- Lauren Price, pugile, kickboxer e ex calciatrice gallese (Newport, n. 1994)

## Rapper(3)
- Melodownz, rapper neozelandese (Avondale)
- Conway the Machine, rapper statunitense (Buffalo, n. 1982)
- Sean Price, rapper statunitense (New York, n. 1972 - New York, † 2015)

## Rugbisti a 15(2)
- Ali Price, rugbista a 15 britannico (King's Lynn, n. 1993)
- Graham Price, rugbista a 15 e ingegnere britannico (Ismailia, n. 1951)

## Saggisti(1)
- Uvedale Price, saggista inglese (n. 1747 - † 1829)

## Sceneggiatori(2)
- Adam Price, sceneggiatore danese (Copenaghen, n. 1967)
- Jeffrey Price, sceneggiatore statunitense (n. 1949)

## Scenografi(1)
- James Price, scenografo britannico

## Scrittori(3)
- Reynolds Price, scrittore e poeta statunitense (Macon, n. 1933 - Durham, † 2011)
- Anthony Price, scrittore britannico (Hertfordshire, n. 1928 - † 2019)
- Richard Price, scrittore, sceneggiatore e produttore cinematografico statunitense (The Bronx, n. 1949)

## Scrittrici(1)
- Susan Price, scrittrice britannica (Dudley, n. 1955)

## Soprani(3)
- Janet Price, soprano gallese (Pontypool, n. 1941)
- Margaret Price, soprano gallese (Blackwood, n. 1941 - Ceibwr Bay, † 2011)
- Leontyne Price, soprano statunitense (Laurel, n. 1927)